# Ledermosdiertje
Het ledermosdiertje of fijne vliescelpoliep (Membranipora membranacea) is een mosdiertjessoort uit de familie van de Membraniporidae. De wetenschappelijke naam van de soort is voor het eerst geldig gepubliceerd in 1767 door Carl Linnaeus als Flustra membranacea.  Deze mosdiertjessoort is een koloniaal organisme dat wordt gekenmerkt door een dunne, matachtige korst die wit tot licht grijs van kleur is.

## Beschrijving
Kolonies van het ledermosdiertje vormen kantachtige witte of lichtgrijze korsten op bruinwieren en zijn flexibel. De individuele zoïden zijn rechthoekig van vorm en ongeveer 0,42 bij 0,13 mm groot. Ieder zoïde heeft verkalkte wanden, de ventrale zijde is onverkalkt en zorgt voor flexibiliteit. Er bevindt zich een stompe stekel op iedere hoek, die niet verkalkt is.

## Verspreiding
Het ledermosdiertje komt voor in de noordoostelijke Atlantische Oceaan met inbegrip van de Oostzee, het Kanaal, de Middellandse Zee en de Noordzee. Ook is de soort inheems aan de Noord-Pacifische kust van Noord-Amerika, van Alaska tot Californië. In 1987 werd de soort voor het eerst geregistreerd in de Golf van Maine, aan de Atlantische kust van de VS. De soort komt nu algemeen voor langs de noordwestelijke Atlantische Oceaan van Long Island Sound tot het noorden van Newfoundland.

## Habitat
Het ledermosdiertje geeft de voorkeur aan ondiepe water tussen het midden intergetijdengebied tot ondiep sublitoraal gebied. Het kan ook worden gevonden in brak water. Deze mosdiertjes worden meestal aangetroffen in kolonies aan zeewier (Laminaria digitata en Laminaria hyperborea), schelpen of kunstmatige substraten. De soort groeit goed in gebieden met een snelle waterstroom of in gebieden met een grote getijdenwerking.
Met hun lofofoor kan het ledermosdiertje voedseldeeltjes zoals bacteriën, flagellaten, diatomeeën en andere kleine planktonische organismen eten door ze uit het water te filteren. Daarnaast kunnen ze hun dieet aanvullen met opgeloste organische voedingsstoffen via de absorberende opperhuid.
Zeenaaktslakken zijn de belangrijkste vijanden van de M. membranacea. Om zich tegen deze roofdieren te verdedigen, produceren de M. membranacea stekels van chitine die uitsteken uit de hoeken van de zoïde. Deze stekels maken het moeilijk voor de zeeslakken om toegang te krijgen tot de polypide van de zoïde. De energie en middelen die nodig zijn om de stekels te produceren, kunnen echter resulteren in verminderde groei en reproductie van de kolonie.

## Naamgeving
De oude Nederlandse naam "fijne vliescelpoliep" was zeer verwarrend, omdat een poliep een verschijningsvorm is die alleen voorkomt bij de niet nauw verwante neteldieren (Cnidaria), zoals kwallen. Daarom werd door zoölogen voorgesteld om voor deze soort de nieuwe Nederlandse naam "ledermosdiertje" te gebruiken, die minder verwarrend is.